# Olympic Star FC
Der Olympic Star Muyinga Football Club, auch als Olympic Star de Muyinga oder Olympic Star bekannt, ist ein 2003 gegründeter burundischer Fußballverein mit Sitz in der Stadt Muyinga. Aktuell spielt der Verein in der ersten Liga, der Ligue A.

## Erfolge
- Burundischer Pokalsieger: 2017

## Stadion
Der Verein trägt seine Heimspiele im Stade Municipal de Muyinga in Muyinga aus. Das Stadion hat ein Fassungsvermögen von 10.000 Personen.

## Trainer
| Trainer          | Nation  | von         | bis |
| ---------------- | ------- | ----------- | --- |
| Hussein Nahimana | Burundi | August 2017 |     |